# Bergstadt-Gymnasium (Lüdenscheid)
Das Bergstadt-Gymnasium (kurz „BGL“) ist eines von drei Gymnasien in Lüdenscheid. Es entstand 1964 und hieß zunächst „Städtisches Gymnasium“. Nach dem Umzug an seinen neuen Standort erhielt es 1976 seinen heutigen Namen. Die Schule befindet sich im Stadtteil Honsel und wird heute von etwa 850 Schülern besucht, die von etwa 65 Lehrkräften unterrichtet werden.

## Schulprogramm
Seit 1996 existiert ein Schulprogramm, das fortlaufend weiterentwickelt wird und seit 2010 unter dem Leitbild mit dem Titel „Bildung – Verantwortung – Mensch sein“ steht. Zu den Besonderheiten des Unterrichtsangebots zählt das Fach Informatik, das bereits 1981 eingeführt wurde, und seit 1992 Russisch als zusätzliche Fremdsprache in der Oberstufe. Mit den beiden anderen Gymnasien der Stadt, dem Zeppelin-Gymnasium und dem Geschwister-Scholl-Gymnasium, gibt es eine Kooperation im Bereich der Leistungskurse in der Sekundarstufe II. Die Schule verfügt über ein umfangreiches Förderkonzept. Dafür wurde sie im Februar 2007 mit dem „Gütesiegel Individuelle Förderung“ ausgezeichnet. Im Zuge der inneren Modernisierung erhielt das Bergstadt-Gymnasium im September 2020 eine Auszeichnung als „MINT-freundliche Schule“ und als „Digitale Schule“, die 2023 erneuert wurde. Ab dem Schuljahr 2023/2024 ist die Schule als Bündelungsgymnasium ausgewiesen.

## Geschichte

### Städtisches Gymnasium 1964–1973
In einer Phase wachsender Schülerzahlen und der bundesdeutschen Bildungsreform wurde das „Städtische mathematisch-naturwissenschaftliche Gymnasium für Jungen“ (Jungenschule) 1964 eröffnet. Es handelte sich um eine Abzweigung des Zeppelin-Gymnasiums mit dem Fach Englisch als erster Fremdsprache. Die Schule war zunächst im ehemaligen Gebäude des Lyzeums am Sauerfeld untergebracht und hatte einige Dependancen. 1969 begann der koedukative Unterricht in den Eingangsklassen. 1970 erfolgten die ersten Abiturprüfungen, und im gleichen Jahr wurde es auch Absolventen der Haupt- und Realschulen mit Qualifikationsvermerk ermöglicht, in die gymnasiale Oberstufe aufgenommen zu werden. Wachsende Raumnot machte einen Umzug der Schule nötig.

### Umzug in ein neues Schulgebäude
1973 bezog die Schule ihren neuen Standort in einem großzügig angelegten Gebäude zwischen der Lüdenscheider Schützenhalle und dem Sportplatz Honsel. Mit dem Schuljahr 1973/74 begann auch die Einführung der Reformierten Oberstufe an dieser Schule. Seit 1974 befindet sich auf ihrem Schulhof ihr Wahrzeichen, die von dem Künstler Kurt Kornmann geschaffene Skulptur „Säulenwand“.

### Bergstadt-Gymnasium (seit 1976)
Eine Umbenennung der Schule kam 1976 zustande. Fortan trug sie den Namen „Bergstadt-Gymnasium“ und wuchs in den nächsten Jahren bis auf über 1400 Schüler an. 1989 wurde der Gründungsdirektor des BGL, Walter Hostert, der auch als Kommunalpolitiker und Heimatforscher aktiv war, in den Ruhestand verabschiedet. Bis dahin war die Schülerzahl des Bergstadt-Gymnasiums aufgrund der demographischen Entwicklung auf unter 900 gesunken. In den 1990er Jahren stieg sie dann aber erneut stark an. Während dieser Zeit steuerte die Stadt Lüdenscheid den Zugang zu den drei Gymnasien durch Schuleinzugsbezirke. Diese wurden im Jahre 2000 durch einen Ratsbeschluss aufgehoben. Seitdem nahm die Schülerzahl einen schwankenden Verlauf und sank in den Jahren seit 2018 auf unter 800.

## Besonderheiten

### Schulpartnerschaften
Das Bergstadt-Gymnasium unterhält drei aktive Schulpartnerschaften innerhalb Europas: seit 1983 mit dem Collège Le Noyer Marchand in Romilly-sur-Seine (Frankreich), seit 1991 mit dem Liceo Antonio Pigafetta in Vicenza (Italien) und seit 1992 mit der Hochschule für Verwaltung und Ökonomie in Taganrog (Russland). Daneben wurde 2003 eine Patenschaft zur Atefa-Mädchenschule in Estalef (Afghanistan) eingerichtet.

### Fahrtenprogramm
Eine lange Tradition im Schulleben besitzen die Fahrten in ein Schullandheim auf der niederländischen Insel Ameland, die schon seit 1971 durchgeführt werden. 1974 begannen die alljährlichen Skifreizeiten ins österreichische St. Martin. Die Leistungskurse in der Oberstufe führen Studienreisen in deutsche und europäische Städte durch.

### Profilbildung
Das Bergstadt-Gymnasium unterhält seit 1999 eine enge Zusammenarbeit mit der Musikschule der Stadt Lüdenscheid. Daraus ergab sich die Entwicklung eines musikalischen Profils, das in den Eingangsklassen der Schule das gemeinsame Erlernen vornehmlich von Blasinstrumenten ermöglicht. Seit 2009 existiert daneben in der Erprobungsstufe das „EFI“-Profil („entdecken – forschen – informieren“), das naturwissenschaftlich ausgerichtet ist.

### Kulturelle Kooperationen
Neben der städtischen Musikschule sind auch andere kulturelle Institutionen der Stadt Lüdenscheid enge Kooperationspartner des Bergstadt-Gymnasiums. Seit 2013 ist das im Konzept der „Kulturpfade“ verankert, seit 2016 auch in Verbindung mit dem Wissenschaftsmuseum Phänomenta Lüdenscheid. Damit lernen sämtliche Schüler des BGL die öffentlichen Kultureinrichtungen der Stadt bis zu ihrem 10. Schuljahr kennen.

### Bauliche Sanierung
Seit 2018 wurden in der Schule im Rahmen einer Brandschutzsanierung umfangreiche bauliche Veränderungen vorgenommen. Verbunden ist das mit einer Aufrüstung der digitalen Infrastruktur der Schule. Während der Bauphase waren Teile der Schülerschaft vorübergehend im nahegelegenen Gebäude der früheren Albert-Schweitzer-Hauptschule untergebracht.

### Ausstattung und Angebote
Neben dem regulären Unterricht gibt es eine Vielzahl von Arbeitsgemeinschaften für die Schüler. Dazu zählt eine seit Jahrzehnten bestehende Theaterarbeit. Im Jahre 2009 ging eine neu ausgestattete Mensa in Betrieb, in der auch eine Mittagsversorgung angeboten wird. 2020 wurde die Jahrgangsstufe 7 der Schule erstmals mit digitalen Geräten ausgestattet (iPads), um neue Formen des Unterrichts zu ermöglichen. Im gleichen Jahr führte das BGL darüber hinaus eine neue digitale Schulplattform ein (IServ), um die Kommunikationsmöglichkeiten innerhalb der Schulgemeinschaft zu verbessern.

## Persönlichkeiten

### Schulleiter
- 1964: Gerhard Frehland (kommissarisch)
- 1964–1989: Walter Hostert
- 1989: Anton Allebrodt (kommissarisch)
- 1989–2007: Jürgen Kordt
- 2007–2013: Annette Meyer
- 2013–2014: Dieter Utsch (kommissarisch)
- seit 2014: Dieter Utsch

### Bekannte Lehrer
- Manfred Sönnecken (1928–2003), Geograf und Heimatforscher
- Jörg Michael Fey (1950–1996), Biologe
- Sebastian Wagemeyer (* 1976), Lokalpolitiker (SPD) und seit 2020 Bürgermeister der Stadt Lüdenscheid

### Bekannte Schüler
- Matthias Kiesler (* 1962), deutscher Diplomat
- Christof von Kalle (* 1962), Onkologe und Hochschullehrer
- Thilo Marauhn (* 1963), Völkerrechtler
- Petra Bahr (* 1966), evangelische Theologin
- Cornelia Koppetsch (* 1967), Soziologin
- Christina Brudereck (* 1969), evangelische Theologin und Autorin
- Tobias Weindorf (* 1980), Jazzmusiker
- Karim Adiprasito (* 1988), Mathematiker
- Johanna Giraud (* 1992), Theater- und Filmschauspielerin sowie Synchronsprecherin